# Фергюсон, Уоллес
Уоллес Фергюсон (англ. Wallace K. (Klippert) Ferguson; 23 мая 1902, Peel County, Онтарио — 19 января 1983, Лондон, Онтарио) — канадский историк, ренессансовед, специалист по Эразму. Доктор философии (1927), LL.D. (1954), профессор, профессор университета Западного Онтарио, где преподавал в 1956-72 годах, а перед тем — 28 лет в Нью-Йоркском университете. Член Королевского общества Канады, президент Renaissance Society (1965-67), Канадской исторической ассоциации (1960-61). Отмечен Canada Council Medal (1967).
Его отец был методистским священником.
Окончил с отличием университет Западного Онтарио (бакалавр по английскому языку и истории, 1924). В Корнелле получил степени магистра искусств (1925 — с работой по Французской революции, под началом Карла Лотуса Беккера) и доктора философии (под началом Preserved Smith). В 1927 же вышла его первая статья. С 1928 года преподавал в Нью-Йоркском университете, поступив на кафедру истории, оставался там на протяжении 28 лет. В 1931 году приглашенный профессор Чикагского университета. В 1956 году вернулся в альма-матер, университет Западного Онтарио, где занял именную кафедру (J. B. Smallman Chair) истории, впоследствии стал там старшим профессором. Состоял в совете Американской исторической ассоциации (1963-7).
В Нью-Йорке сотрудничал с Geoffrey Bruun. Умер после продолжительной болезни.
Состоял в редколлегии Dictionary of the History of Ideas. В 1971 году удостоился фестшрифта. В его честь присуждается Wallace K. Ferguson Prize.
Автор многих статей, работы Europe in Transition, 1300—1520 (1962). В 1949 году повторно женился, на профессоре.